# 喬許·萊特
喬許·萊特（英語：Josh Wright；1989年11月6日—）是一位英格蘭足球運動員，在場上司職中場。他現在他現在效力於英格蘭足球乙級聯賽球隊萊頓東方足球俱樂部。他曾效力於查爾頓競技等球隊。他也代表英格蘭各級國青隊參賽。他的哥哥馬克·萊特也曾經是一位足球運動員，現在則是一位藝人。

## 外部連結
- 足球数据库：喬許·萊特的球员统计数据